# Buffon (cratera)
Buffon é uma cratera de impacto lunar que se situa no hemisfério sul do lado negro da Lua. Se espalha pelo diâmetro sul da grande planície murada Chebyshev. À nordeste está a cratera Langmuir e a sudoeste está a Leavitt. Buffon se situa próximo ao ponto-médio entre estas formações.
Esta é uma formação de cratera carcomida e erodida, com uma borda circular que ainda pode ser acompanhada pelo terreno áspero mas que está irregular e arredondada devido a uma história de impactos menores. O mais notável deles é uma minúscula cratera que permanece através da borda do norte e a cratera de satélite Buffon D que se situa ao longo da parede oriental interna. O solo interior, embora geralmente horizontal, é igualmente áspero e irregular, particularmente na metade oriental.

## Crateras-Satélite
Por  convenção essas formações são identificadas em mapas lunares pelo posicionamento da letra ao lado do ponto médio da cratera que está mais próximo de Buffon.
| Buffon | Latitude | Longitude | Diâmetro |
| ------ | -------- | --------- | -------- |
| D      | 40.2° S  | 131.7° W  | 20 km    |
| H      | 42.3° S  | 128.5° W  | 26 km    |
| K      | 46.3° S  | 128.0° W  | 18 km    |
| V      | 39.2° S  | 137.1° W  | 38 km    |

### Obras em língua portuguesa
- Freitas Mourão, Ronaldo Rogério de (2008). Dicionário Enciclopédico de Astronomia e Astronáutica. Lexicon. ISBN 9788586368356

### Obras em língua inglesa
- Andersson, L. E.; Whitaker, E. A., (1982). NASA Catalogue of Lunar Nomenclature. [S.l.]: NASA RP-1097
- Blue, Jennifer (25 de julho de 2007). «Gazetteer of Planetary Nomenclature». USGS. Consultado em 5 de agosto de 2007
- B. Bussey; P. Spudis (2004). The Clementine Atlas of the Moon. New York: Cambridge University Press. ISBN 0-521-81528-2
- Cocks, Elijah E.; Cocks, Josiah C. (1995). Who's Who on the Moon: A Biographical Dictionary of Lunar Nomenclature. [S.l.]: Tudor Publishers. ISBN 0-936389-27-3
- McDowell, Jonathan (15 de julho de 2007). Lunar Nomenclature (Relatório). Jonathan's Space Report. Consultado em 24 de outubro de 2007
- Menzel, D. H.; Minnaert, M.; Levin, B.; Dollfus, A.; Bell, B. (1971). «Report on Lunar Nomenclature by The Working Group of Commission 17 of the IAU». Space Science Reviews. 12. 136 páginas
- Moore, Patrick (2001). On the Moon. [S.l.]: Sterling Publishing Co. ISBN 0-304-35469-4
- Price, Fred W. (1988). The Moon Observer's Handbook. [S.l.]: Cambridge University Press. ISBN 0521335000
- Rükl, Antonín (1990). Atlas of the Moon. [S.l.]: Kalmbach Books. ISBN 0-913135-17-8
- Webb, Rev. T. W. (1962). Celestial Objects for Common Telescopes 6th revision ed. [S.l.]: Dover. ISBN 0-486-20917-2
- Whitaker, Ewen A. (1999). Mapping and Naming the Moon. [S.l.]: Cambridge University Press. ISBN 0-521-62248-4
- Wlasuk, Peter T. (2000). Observing the Moon. [S.l.]: Springer. ISBN 1852331933